# Mirko Szewczuk
Mirko Szewczuk, eigentlicher Name Wolodymyr Szewczuk, (* 20. September 1919 in Wien; † 31. Mai 1957 in Hamburg) war ein deutscher Karikaturist österreichischer Herkunft.

## Leben
Szewczuk wurde 1919 in Wien geboren. Von 1926 bis 1938 besuchte er dort die Volksschule und das Realgymnasium. Im Alter von 20 Jahren wurde er 1939 Soldat und blieb dies bis zum Ende des Zweiten Weltkriegs. Im Jahre 1941 erhielt er eine Ausbildung als Pressezeichner bei einer Propagandakompanie der Wehrmacht, legte 1942 die Schriftleiterprüfung und eine Prüfung als Pressezeichner ab und arbeitete für die Karikaturenagentur Die politische Zeichnung – Interpress.
Nach dem Krieg studierte er von 1946 bis 1949 an der Landeskunstschule Hamburg und wurde von der Wochenzeitung Die Zeit als Karikaturist angestellt. Von 1949 bis 1957 war Szewczuk Karikaturist der Tageszeitung Die Welt, von 1952 bis zu seinem Tod 1957 Fernsehkarikaturist des NWDR und später des NDR in Hamburg.

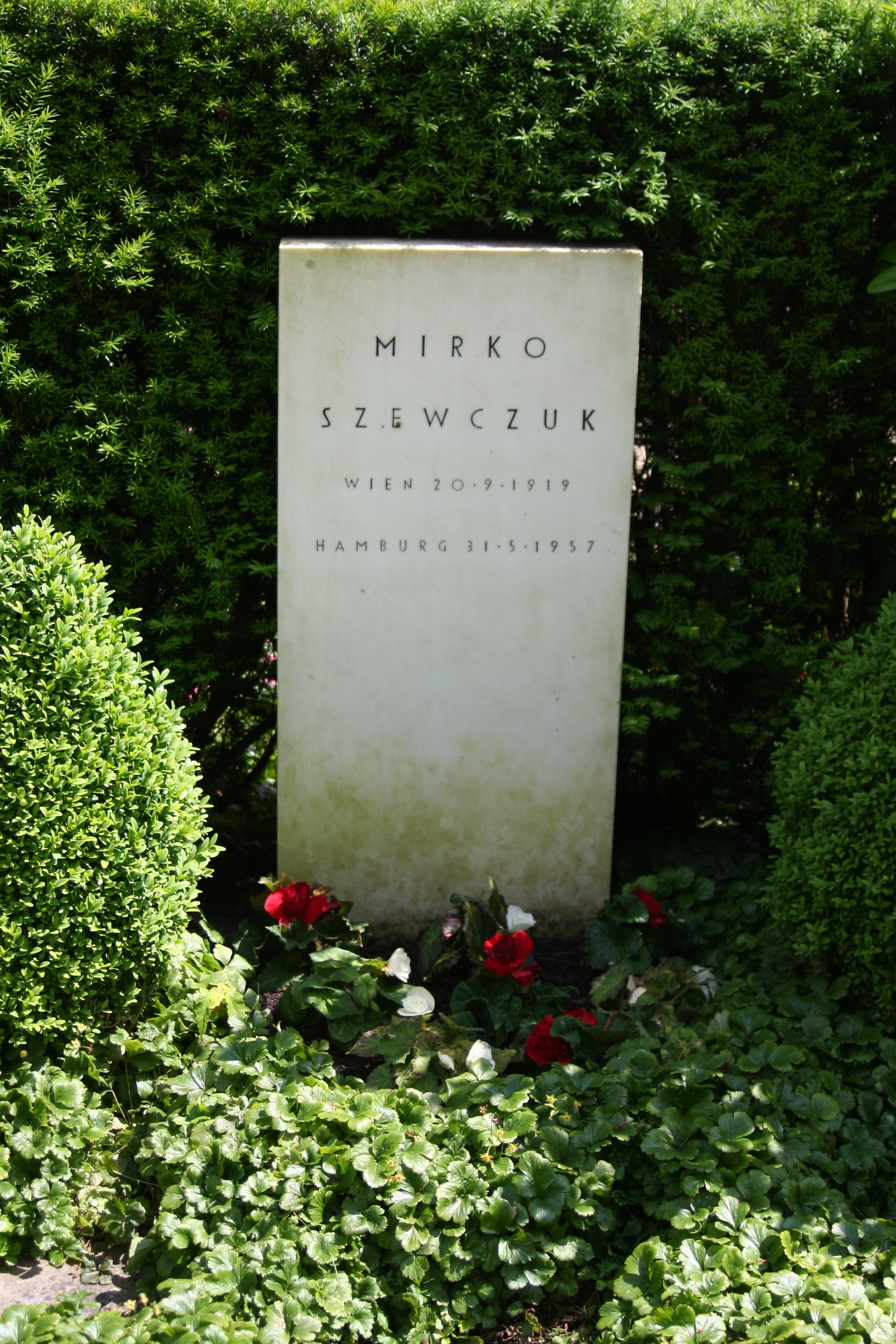
Grabstein von Mirko Szewczuk

Mirko Szewczuk wurde auf dem Nienstedtener Friedhof in Hamburg bestattet.
Szewczuk war zweimal verheiratet und hat drei Kinder hinterlassen.
Der Nachlass befindet sich bei der Stiftung Haus der Geschichte der Bundesrepublik Deutschland.